# Ормтьернкампен (национальный парк)
Ормтьернкампен (норв. Ormtjernkampen nasjonalpark) — самый маленький национальный парк в Норвегии. Расположен в коммуне Гёусдал, фольке Оппланн. Территорию парка занимают еловые леса с озёрами и болотами.